# 巴克山脈
72°32′S 166°10′E / 72.533°S 166.167°E
巴克山脈（英語：Barker Range）是南極洲的山脈，位於維多利亞地的博克格雷溫克海岸，屬於勝利山脈中米倫山脈的一部分，其中包括賈托冰原島峰、瓦特山、麥卡錫山和伯頓山，現時由南極條約體系管理。